# Comuna Hairedin, Vrața
Hairedin (în bulgară Хайредин) este o comună în regiunea Vrața, Bulgaria, formată din satele Botevo, Bărzina, Hairedin, Manastiriște, Mihailovo și Rogozen. 

## Demografie
Componența etnică a comunei Hairedin
     Romi (6,43%)
     Bulgari (78,8%)
     Nicio identificare (14,53%)
     Altele (0,29%)
La recensământul din 2011, populația comunei Hairedin era de 5.001 locuitori. Din punct de vedere etnic, majoritatea locuitorilor (78,8%) erau bulgari, cu o minoritate de romi (6,43%). Pentru 14,53% din locuitori nu este cunoscută apartenența etnică.